# Titel község
Titel község (szerbül Општина Тител / Opština Titel) egy vajdasági község a Dél-bácskai körzetben. A község központja Titel. Lakossága 2002-ben 17 050 fő volt.

## Földrajz
Bácska délkeleti csücskében, a Sajkásvidéken fekszik. A község jelentős része a Titeli-fennsíkon van. A községet északon Zsablya község, nyugaton Újvidék község, délen a Duna illetve India község, keleten pedig a Tisza illetve Nagybecskerek község határolja.

## Települések
A község hat településből áll:
| \| Zsablya község Nagybecskerek község Újvidék község India község TITEL Mozsor Sajkásszentiván Tündéres Sajkáslak Dunagárdony \| \| térkép szerkesztése \| |                    |                   |
| Magyar név | Szerb név (cirill) | Szerb név (latin) |
| Dunagárdony | Гардиновци         | Gardinovci        |
| Mozsor | Мошорин            | Mošorin           |
| Sajkáslak | Лок                | Lok               |
| Sajkásszentiván | Шајкаш             | Šajkaš            |
| Titel | Тител              | Titel             |
| Tündéres | Вилово             | Vilovo            |
| Zsablya község Nagybecskerek község Újvidék község India község TITEL Mozsor Sajkásszentiván Tündéres Sajkáslak Dunagárdony                                 |                    |                   |
| térkép szerkesztése |                    |                   |

## Népesség
A község népessége 2002-ben 17 050 fő volt, ebből 14 482 (84,9%) volt szerb nemzetiségű. A magyarok száma 902 volt (5,3%), akik főleg Titel városában és Sajkáslakon élnek. Az összes település szerb többségű. Sajkásszentivánnak a második világháború végéig jelentős német lakossága volt.